# Odessa A’zion

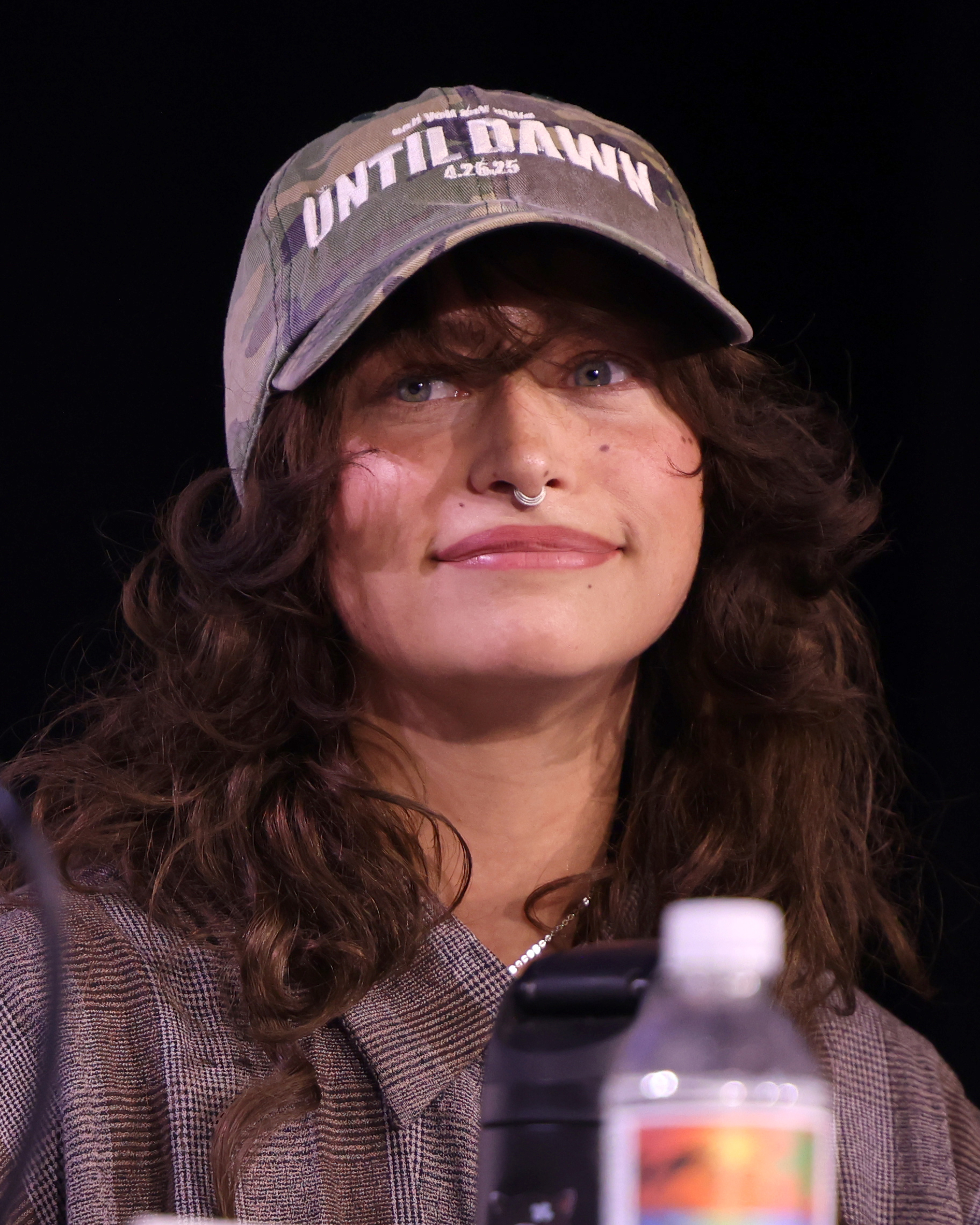
Odessa A’zion (2025)

Odessa A’zion (* 17. Juni 2000 in Los Angeles, Kalifornien; eigentlich Odessa Zion Segall Adlon) ist eine US-amerikanisch-deutsche Schauspielerin und Synchronsprecherin.

## Leben
Odessa A’zion ist die Tochter der Schauspielerin Pamela Adlon und des Filmemachers Felix O. Adlon. Sie wuchs in Boston und in Neufahrn in Deutschland auf. Ihre Großeltern väterlicherseits sind der Film- und Fernsehregisseur Percy Adlon und die Produzentin Eleonore Adlon, mütterlicherseits ist ihr Großvater Don Segall. Ihre ältere Schwester ist Gideon Adlon, ihre jüngere Schwester Valentine „Rocky“ Adlon, beide sind auch als Schauspielerinnen tätig.
Sie debütierte 2011 in dem Spielfilm Conception in einer Nebenrolle als Schauspielerin. Nach einer fünfjährigen Auszeit von der Schauspielerei wirkte sie 2016 in einer Episode der Fernsehserie Better Things mit. Ein Jahr später spielte sie in der Fernsehserie Nashville die Rolle der Liv. In der Fernsehserie Fam war sie neben Nina Dobrev und Tone Bell in einer der Hauptrollen zu sehen. 2020 übernahm sie als Joey Del Marco eine der Hauptrollen in der Fernsehserie Grand Army.

## Filmografie

### Als Darstellerin
- 2011: Conception
- 2016: Better Things (Fernsehserie, Episode 1x07)
- 2017: Nashville (Fernsehserie, 5 Episoden)
- 2017: What About Barb? (Fernsehfilm)
- 2018: Love (Fernsehserie, Episode 3x08)
- 2018: Ladyworld
- 2019: Wayne (Fernsehserie, 2 Episoden)
- 2019: Let’s Scare Julie
- 2019: Fam (Fernsehserie, 13 Episoden)
- 2020: Grand Army (Fernsehserie, 9 Episoden)
- 2021: Mark, Mary & Some Other People
- 2021: Supercool
- 2022: The Inhabitant
- 2022: Am I OK?
- 2022: Good Girl Jane
- 2022: Hellraiser – Das Schloss zur Hölle (Hellraiser)
- 2022–2023: Ghosts (Fernsehserie, 2 Episoden)
- 2023: Fresh Kills
- 2023: Sitting in Bars with Cake
- 2025: Until Dawn

### Als Synchronsprecherin
- 2019: Schlimmer geht’s immer mit Milo Murphy (Milo Murphy’s Law) (Zeichentrickserie, Episode 2x20)
- 2022: The Tiny Chef Show (Animationsserie, 8 Episoden)